# Projektives Objekt
Im mathematischen Gebiet der Kategorientheorie sind projektive Objekte eine Verallgemeinerung des Begriffs der Freiheit in der Algebra.

## Definition
Ein Objekt P einer Kategorie C heißt projektiv, wenn es zu  jedem  Epimorphismus {\displaystyle \alpha \colon A\rightarrow B} und jedem {\displaystyle f\colon P\rightarrow B} ein {\displaystyle f^{*}\colon P\rightarrow A} gibt, so dass {\displaystyle \alpha \circ f^{*}=f} ist. Das heißt, nebenstehendes Diagramm ist kommutativ. Also ist {\displaystyle P} genau dann projektiv, wenn für alle Epimorphismen {\displaystyle \alpha \colon A\rightarrow B} die induzierte Abbildung
{\displaystyle \operatorname {Mor} _{\mathcal {C}}(P,A)\ni f^{*}\mapsto \alpha \circ f^{*}\in \operatorname {Mor} _{\mathcal {C}}(P,B)} surjektiv ist.

## Beispiele
- Jedes Anfangsobjekt in einer Kategorie ist projektiv.
- In der Kategorie der Mengen Me  ist jedes Objekt projektiv. Dies ist eine Folge des Auswahlaxioms.
- Das Koprodukt projektiver Objekte ist projektiv.
- Projektive Gruppen sind genau die freien Gruppen.

## Eigenschaften
Ist in der Kategorie {\displaystyle C} jedes Objekt Quotient eines projektiven Objektes, d. h. gibt es zu jedem Objekt {\displaystyle X\in \operatorname {Ob} (C)} einen Epimorphismus {\displaystyle P\rightarrow X}, in dem {\displaystyle P} projektiv ist, so sagt man auch, {\displaystyle C} besitze genügend projektive Objekte. Diese Eigenschaft spielt eine Rolle im Zusammenhang mit abgeleiteten Funktoren.
Beispielsweise besitzt die Kategorie der Gruppen genügend projektive Objekte, weil jede Gruppe Quotient einer freien Gruppe ist (Darstellung durch Erzeugende und Relationen).

## Projektiver Modul
In der Kategorie der Moduln kann man genaueres über projektive Moduln sagen.
Für einen Modul {\displaystyle P} sind folgende Aussagen äquivalent.
- {\displaystyle P} ist projektiv.
- Zu jedem Epimorphismus {\displaystyle f\colon M\rightarrow P} gibt es {\displaystyle g\colon P\rightarrow M}, so dass {\displaystyle f\circ g=\mathbf {1} _{P}} gilt. Das heißt, jeder Epimorphismus mit Ziel {\displaystyle P} ist eine Retraktion.
- Jeder Epimorphismus {\displaystyle f\colon M\rightarrow P} zerfällt. Das heißt, {\displaystyle \operatorname {Kern} (f)} ist direkter Summand in {\displaystyle M}.
- {\displaystyle P}  ist isomorph zu einem direkten Summanden eines freien Moduls.
- Der Funktor {\displaystyle \operatorname {Hom} (P,-)} ist exakt.

Die direkte Summe einer Familie {\displaystyle (P_{i}|i\in I)} von Moduln ist genau dann projektiv, wenn jedes {\displaystyle P_{i}} projektiv ist. Insbesondere ist jeder direkte Summand eines projektiven Moduls projektiv. Das Produkt projektiver Moduln ist im Allgemeinen keineswegs projektiv. So ist beispielsweise {\displaystyle \mathbb {Z} ^{\mathbb {N} }} nicht projektiv.

### Beispiele projektiver Moduln
- Jeder Ring {\displaystyle R} ist projektiv als {\displaystyle R}-Modul.  Jeder freie Modul ist deshalb projektiv.
- Projektive abelsche Gruppen sind genau die freien abelschen Gruppen. Achtung: freie abelsche Gruppen sind i.a. keine freien Gruppen.
- Allgemeiner ist über jedem Hauptidealring jeder projektive Modul frei.
- Gebrochene Ideale in einem Dedekindring sind projektiv, aber im Allgemeinen nicht frei.
- Ein endlich erzeugter Modul über einem noetherschen Ring ist genau dann projektiv, wenn die zugehörige Modulgarbe lokal frei ist.

### Dualbasislemma
Ein Modul {\displaystyle P} werde erzeugt von {\displaystyle (y_{i}|i\in I)}. Der Modul {\displaystyle P} ist genau dann projektiv, wenn es eine Familie {\displaystyle (f_{i}|i\in I)} von Homomorphismen aus dem Dualraum {\displaystyle P^{*}\colon =\operatorname {Hom} (P,R)} gibt mit:
1. Für jedes {\displaystyle p\in P} ist {\displaystyle f_{i}(p)\neq 0} nur für endlich viele {\displaystyle i\in I}.
2. Für jedes {\displaystyle p\in P} ist {\displaystyle \textstyle p=\sum _{i\in I}y_{i}f_{i}(p)}.

### Folgerungen aus dem Dualbasislemma
- Für jeden Rechtsmodul {\displaystyle P} ist {\displaystyle P^{*}:=\operatorname {Hom} (P,R)} ein Linksmodul über dem Ring {\displaystyle R}. Dieser Modul heißt der zu {\displaystyle P} duale Modul.  Der Modul {\displaystyle P^{**}:=\operatorname {Hom} (P^{*},R)} ist wieder ein Rechtsmodul. Man hat den natürlichen Homomorphismus {\displaystyle {\begin{aligned}\Phi (P)\colon P\ni p&\mapsto (\operatorname {Hom} (P,R)\ni \alpha \mapsto \alpha (p)\in R)\in P^{**}\end{aligned}}}. Ist {\displaystyle P} projektiv, so ist {\displaystyle \Phi (P)} injektiv.
- Ist {\displaystyle P} projektiv und endlich erzeugt, so ist {\displaystyle \Phi (P)} ein Isomorphismus. Man sagt {\displaystyle P} ist reflexiv.